# 82-я пехотная дивизия (Российская империя)
82-я пехотная дивизия — пехотное соединение в составе российской императорской армии

## История дивизии
Сформирована в июле 1914 года из кадра 47-й пехотной дивизии. Вошла в состав 4-й армии Юго-Западного фронта. 18 сентября 1914 года подчинена командующему формируемой Блокадной армии. Включена в состав 29-го армейского корпуса ЮЗФ. Дивизия участвовала в Заднестровской операции 26 апреля — 2 мая 1915 г.

Хорошо дралась 80-я пехотная дивизия, вошедшая в состав XXX корпуса на Волыни и в Румынии. То же можно сказать и о 82-й пехотной дивизии генерала Промтова, имевшей вначале заминки в люблинских боях, отразившей последнюю вылазку перемышльской армии и очень успешно действовавшей в Буковине в кампанию 1916 года.— А. А. Керсновский. История Русской армии
82-я артиллерийская бригада сформирована в июле 1914 года по мобилизации в Саратове из кадра, выделенного 47-й артиллерийской бригадой.

## Состав дивизии
- 1-я бригада
  - 325-й Царевский пехотный полк
  - 326-й Белгорайский пехотный полк
- 2-я бригада
  - 327-й Корсунский пехотный полк
  - 328-й Новоузенский пехотный полк
- 82-я артиллерийская бригада

## Командование дивизии
(Командующий в дореволюционной терминологии означал временно исполняющего обязанности начальника или командира. Должности начальника дивизии соответствовал чин генерал-лейтенанта, и при назначении на эту должность генерал-майоров они оставались командующими до момента своего производства в генерал-лейтенанты).

### Начальники дивизии
- 20.07.1914 — 02.11.1914 — генерал от инфантерии Волошинов, Фёдор Афанасьевич
- 02.11.1914 — 07.04.1917 — генерал-майор (с 14.02.1915 генерал-лейтенант) Промтов, Михаил Николаевич
- 25.04.1917 — хх.12.1917 — командующий генерал-майор Новицкий, Фёдор Фёдорович

### Начальники штаба дивизии
- 22.09.1914 — 18.03.1917 — подполковник (с 06.12.1915 полковник) Рот, Иван Андреевич
- 18.03.1917 — 29.10.1917 — полковник Савельев, Николай Петрович
- 09.12.1917 — 05.01.1918 — подполковник Галкин, Владимир Исидорович

### Командиры бригады
- 29.07.1914 — 08.01.1915 — генерал-майор Сымон, Антон Петрович
- 08.01.1915 — 30.09.1915 — генерал-майор Рябков, Павел Петрович
- 06.10.1915 — 28.04.1917 — генерал-майор Сухих, Владимир Иванович
- 28.04.1917 — 12.08.1917 — генерал-майор Тришатный, Константин Иосифович
- 28.10.1917 — хх.хх.хххх — командующий полковник Глинский, Станислав Антонович

### Командиры 82-й артиллерийской бригады
- 25.07.1914 — 30.09.1915 — командующий полковник Калишевский, Владимир Иосифович
- 22.10.1915 — 07.05.1917 — генерал-майор Макаров, Михаил Львович
- 07.05.1917 — хх.хх.хххх — командующий полковник Рахмин, Семён Петрович